# Kawemhakan

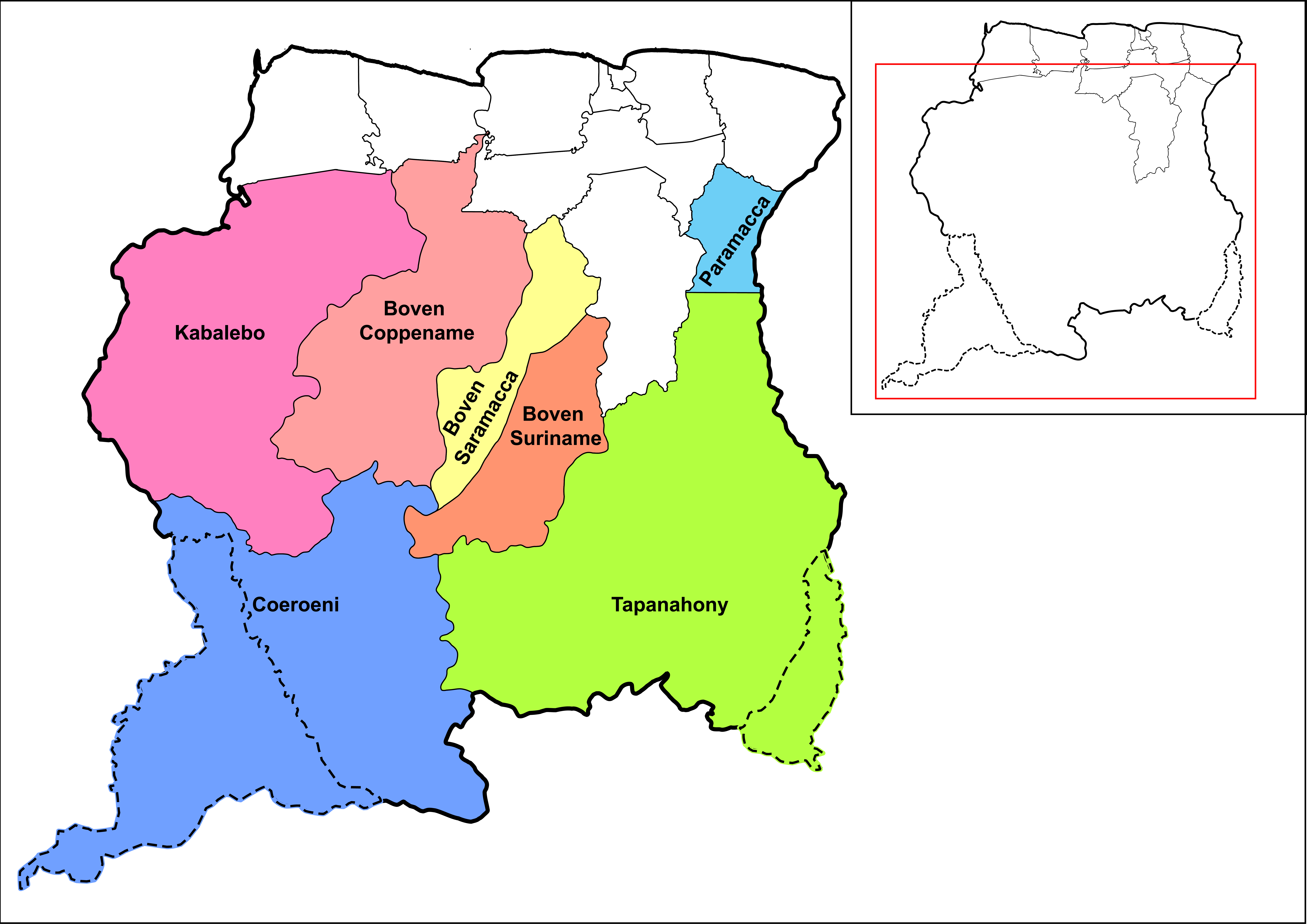
le resort du Tapanahony dans le district du Sipaliwini au Suriname

Kawemhakan, auparavant aussi nommé Anapaike, est un village indigène situé dans le sud-est du Suriname, dans le district du Sipaliwini. Il est frontalier avec le département français de la Guyane. 

## Toponymie
Anapaike est le nom du premier chef tribal du peuple Wayana. Le nom géographique du village est le mot indigène Kawemhaken.

## Nom
Le nom indigène de la ville est Kawemhakan, qui se traduit par « rive supérieure du fleuve » en langue Wayana. La ville est également connue sous le nom d'Anapaikë, qui est le nom du défunt Gran Man des Wayana au Suriname, décédé fin juillet 2002. Les missionnaires baptistes appelaient la ville Lawa Station, et de nombreux Wayana y font encore référence. la ville comme "Lawa".

## Historique
Kawemhakan a été fondée en 1958, principalement par des personnes qui vivaient dans le village du chef local Janomalë, situé en amont de la rivière Lawa. C'était une pratique courante pour les Wayanas de déménager dans un autre village après la mort d'un chef, mais la mort de Janomalë a coïncidé avec l'arrivée des Baptistes missionnaires dans la région. Les missionnaires américains et le gouvernement du Suriname voulaient concentrer Wayana dans un endroit central, car cela faciliterait leurs efforts missionnaires et de développement. À la demande des missionnaires baptistes, Anapaikë a été nommé par le gouvernement du Suriname comme le premier Gran Man des Wayana.
Kawemhakan a rapidement prospéré en tant que principal village wayana du Suriname. Le gouvernement surinamais a construit une maison préfabriquée Bruynzeel moderne pour Anapaikë, avec des équipements tels qu'une salle de bains, une douche et une cuisine, qui étaient considérés comme très modernes par les Wayana dans les années 1960. Une piste d'atterrissage a été construite pour assurer le transport vers  Paramaribo et une clinique a été créée pour fournir des soins médicaux de base.
Pendant la pandémie de Covid-19, la frontière avec la Guyane française a été fermée. La Fondation Mulokot basée localement sous Jupta Itoewaki a organisé des vols de ravitaillement depuis d'autres parties du Suriname à la place.

## Éducation
Au début des années 1970, une école primaire a été construite à Kawemhakan. Cette école a fermé ses portes au début de la guerre interne au Suriname, et n'a été que temporairement a rouvert au début des années 1990 dans le cadre d'un programme international d'aide d'urgence. Après l'expiration de l'aide d'urgence, les enseignants ont de nouveau quitté Kawemhakan et les enfants de Kawemhakan sont allés à l'école française de Talhuwen depuis. Les écoliers de Kawemhakan et Kumakahpan sont transportés à Talhuwen chaque jour d'école par bateau.

## Santé
Kawemhakan abrite un centre de santé Medische Zending qui, en 1968, a repris la prestation des services de santé de base des missionnaires baptistes. La clinique a été financée par l'ONG néerlandais Simavi et des entreprises surinamaises.

## Géographie
Il est situé sur la rive de la rivière Lawa, qui forme une frontière naturelle avec la Guyane dans le district du Sipaliwini et dans le resort du Tapanahony. 

## Étymologie

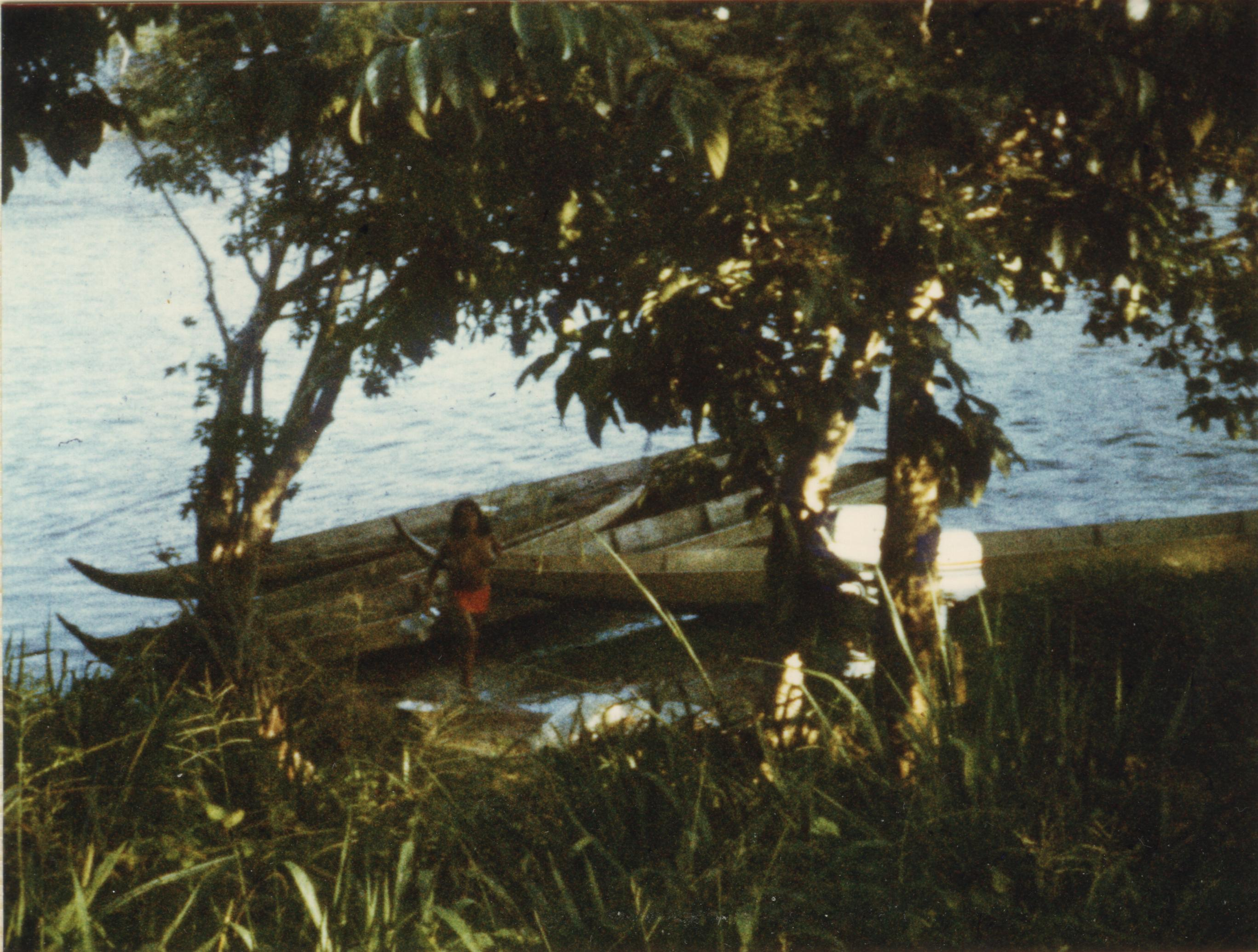
Pirogues wayana 1979

Anapaike est le nom du premier chef tribal du peuple Wayana. Le nom géographique du village est le Kawemhaken mot indigène.

## Transport

### Par avion
Kawemhakan est desservi par Lawa Anapaike Airstrip, qui offre des services réguliers vers et depuis Paramaribo.